# Іншаков Олександр Іванович
Олександр Іванович Іншаков (нар. 25 січня 1947, Москва, Росія) — президент Асоціації каскадерів Росії, генеральний секретар (з 2001) і президент (з 2004 року) національної федерації карате Росії, президент Міжнародної Ради з абсолютних поєдинків, президент Фонду розвитку національних єдиноборств, президент Російської кінологічної федерації, каскадер, президент національної премії «Спорт усім світом», актор, продюсер, сценарист, академік Російської академії кінематографічних мистецтв «Ніка», підприємець. Генеральний директор кінокомпанії «Каскад» до об'єднання з кінокомпанією «Фаворит-Медіа» і створення «Тріада-Фільм».

## Життєпис
Народився 25 січня 1947 року у Москві.
Батько — Іншаков Іван Семенович (1915 р.) — вчитель фізкультури у школі. Мати — Іншакова Зоя Олексіївна (1924 р.). Виріс у м. Москва (район Кожухова). Після закінчення середньої школи № 509 поступив до ВТНЗ заводу ЗІЛ, працював у механоскладальному цеху. Працював тренером з гімнастики (з 1967), тренером з дзюдо (1974–1980) в ДСТ «Труд», в 1984 році закінчив заочне відділення Московського обласного педагогічного інституту, отримав спеціальність тренера-викладача.
На початку 1970-х років за порадою скульптора Олександра Рукавишнікова Олександр Іншаков став тренуватися карате під керівництвом Олексія Штурміна. Через 3-4 роки тренувань став інструктором, отримав чорний пояс. Брав участь у змаганнях — був абсолютним чемпіоном на першому чемпіонаті Москви в 1979 році. Після заборони карате Олександр пішов у «підпілля», брав участь у показових виступах. Нині перейшов в айкідо. В одному з інтерв'ю повідомив, що займається 3-4 години на день.
Завдяки Олексію Штурміну Олександр Іншаков потрапив в кіно, де спочатку виступав як каскадер, потім почав грати епізодичних персонажів, які володіють єдиноборствами або виконують складні трюки. Зазвичай є постановником трюків у фільмах, в яких бере участь. Понад 20 років пропрацював на кіностудії «Мосфільм». У 2010 році Денис Валерійович Алексєєв та А. І. Іншаков об'єднали свої кінокомпанії «Фаворит-Медіа» і «Каскад» й оголосили про створення «Тріада-Фільм». Захоплюється дайвінгом, гірськими лижами.
Федеральним Бюро Розслідувань Олександр Іншаков був визнаний «небажаним» і отримав відмову у праві в'їзду на територію США через підозру у зв'язках з організованими злочинними угрупованнями.
Член Громадської Ради при Міністерстві оборони РФ, член Центральної Ради Прихильників партії «Єдина Росія». Президент Російської кінологічної федерації.
А. І. Іншаков підписав Звернення представників громадськості проти інформаційного підриву довіри до судової системи Російської Федерації 03/03/2011.
У лютому 2012 року увійшов до списку довірених осіб кандидата в президенти РФ Путіна В. В.
У квітні 2013 року Головне слідче управління Слідчого комітету РФ по місту Москві заявило про те, що у Міністерства культури РФ було викрадено понад 30 мільйонів рублів. «За даними слідства, невстановлені особи з числа учасників ТОВ „Тріада-Фільм“ не пізніше 12 березня 2013 року виготовили протокол загальних зборів учасників цього товариства від 11 березня 2013 року, що містить недостовірні відомості щодо нібито прийнятого рішення про ліквідацію ТОВ „Тріада-Фільм“, призначення ліквідатора і нового генерального директора.»
Дружина — Терентьєва Марина Леонідівна 1965 р.

## Фільмографія
- 1979 — «Зліт»
- 1979 — «Санта-Есперанса»
- 1981 — «Хід у відповідь»
- 1981 — «Тегеран-43»
- 1982 — «Випадок у квадраті 36-80»
- 1983 — «Без особливого ризику» — грабіжник Зєроєв
- 1985 — «Одиночне плавання»
- 1986 — «Перехоплення» — хуліган в аеропорту
- 1986 — «Плюмбум, або Небезпечна гра»
- 1987 — «Асса»
- 1987 — «Людина з бульвару Капуцинів»
- 1987 — «Холодне літо п'ятдесят третього …»
- 1988 — «Пригоди Квентін Дорвард, стрільця королівської гвардії» — Хорст
- 1988 — «Слуга»
- 1990 — «Роби — раз!» — Ватажок хуліганів і постановник трюків
- 1990 — «Лицарський замок» — Конрад
- 1990 — «Таксі-блюз»
- 1990 — «Дурні вмирають по п'ятницях» — Макс
- 1992 — «Ціна скарбів» — Гаррі Кокер
- 1992 — «Щурячий кут» — Клим
- 1995 — «Хрестоносець» — каскадер Олександр Конов
- 1997 — «Незнайома зброя, або Хрестоносець-2» продюсер
- 2000 — «Лицарський роман» — граф Роберт Паризький
- 2002 — «Бригада» — Олександр Іванович (камео)
- 2007 — «Мальтійський хрест» — каскадер Олександр Конов
- 2009 — «Людина з бульвару Капуцинок» — помічник фельд'єгеря
- 2012 — «Бригада: Спадкоємець» — Олександр Іванович (камео)

## Виноски
1. ↑  Інтернет-видання АНП «Северо-Запад»: Как один каскадёр миллион собаководов прокормил. Архів оригіналу за 15 травня 2013. Процитовано 2 червня 2013.
2. ↑  Сайт фестивалю «Спорт усім світом» [Архівовано 22 липня 2013 у Wayback Machine.] (рос.)
3. ↑  Список академіків Російської академії кінематографічних мистецтв «Ніка» [Архівовано 6 вересня 2014 у Wayback Machine.] (рос.)
4. ↑  Інтерв'ю «На Рубльовці» [Архівовано 13 листопада 2013 у Wayback Machine.] (рос.)
5. ↑  Публікація журналу «Огонёк» [Архівовано 14 жовтня 2013 у Wayback Machine.] (рос.)
6. ↑  Радіо «Ехо Москви» 3 березня 2011 Заява на захист судової системи [Архівовано 20 вересня 2017 у Wayback Machine.] (рос.)
7. ↑  «Російська газета» (www.rg.ru). 5 квітня 2013 «В Минкультуры похищено более 30 млн рублей, выделенных на новый фильм»- [Архівовано 9 листопада 2013 у Wayback Machine.]